# Nuoto ai campionati mondiali di nuoto 2011 - 200 metri stile libero femminili
La specialità dei 200 metri stile libero femminili ai campionati mondiali di nuoto 2011 si è svolta presso lo Shanghai Oriental Sports Center di Shanghai, in Cina.
Le qualifiche per la semifinale si sono svolte la mattina del 26 luglio 2011, mentre la semifinale si è svolta la sera dello stesso giorno. La finale, invece, si è svolta la sera del 27 luglio 2011.

## Medaglie
| Posizione | Atleta              | Paese     |
| --------- | ------------------- | --------- |
| Oro       | Federica Pellegrini | Italia    |
| Argento   | Kylie Palmer        | Australia |
| Bronzo    | Camille Muffat      | Francia   |

## Record
Prima della manifestazione il record del mondo (WR) e il record dei campionati (CR) erano i seguenti.
| Record mondiale       | 1'52"98 | Federica Pellegrini Italia | 29 luglio 2009 Roma, Italia |
| Record dei campionati | 1'52"98 | Federica Pellegrini Italia | 29 luglio 2009 Roma, Italia |

Nel corso della competizione non sono stati migliorati record.

## Batterie
| Pos. | Atleta               | Nazionalità                   | Tempo   | Batteria | Corsia | Note        |
| ---- | -------------------- | ----------------------------- | ------- | -------- | ------ | ----------- |
| 1    | Allison Schmitt      | Stati Uniti                   | 1'56"66 | 6        | 5      |             |
| 2    | Federica Pellegrini  | Italia                        | 1'56"87 | 7        | 4      |             |
| 3    | Bronte Barratt       | Australia                     | 1'57"37 | 5        | 4      |             |
| 4    | Ágnes Mutina         | Ungheria                      | 1'57"40 | 5        | 6      |             |
| 5    | Kylie Palmer         | Australia                     | 1'57"42 | 6        | 4      |             |
| 6    | Femke Heemskerk      | Paesi Bassi                   | 1'57"43 | 5        | 5      |             |
| 7    | Silke Lippok         | Germania                      | 1'57"53 | 7        | 6      |             |
| 8    | Lauren Boyle         | Nuova Zelanda                 | 1'57"72 | 6        | 1      |             |
| 9    | Camille Muffat       | Francia                       | 1'57"99 | 7        | 5      |             |
| 10   | Sara Isaković        | Slovenia                      | 1'58"01 | 4        | 4      |             |
| 11   | Melania Costa Schmid | Spagna                        | 1'58"04 | 7        | 8      |             |
| 12   | Sarah Sjöström       | Svezia                        | 1'58"26 | 6        | 3      |             |
| 12   | Barbara Jardin       | Canada                        | 1'58"26 | 6        | 8      |             |
| 14   | Evelyn Verrasztó     | Ungheria                      | 1'58"27 | 7        | 7      |             |
| 15   | Yi Tang              | Cina                          | 1'58"30 | 6        | 6      |             |
| 16   | Haruka Ueda          | Giappone                      | 1'58"74 | 6        | 2      |             |
| 16   | Hanae Itō            | Giappone                      | 1'58"74 | 7        | 1      |             |
| 18   | Samantha Cheverton   | Canada                        | 1'58"83 | 5        | 1      |             |
| 19   | Veronika Popova      | Russia                        | 1'58"98 | 5        | 3      |             |
| 20   | Qianwei Zhu          | Cina                          | 1'59"22 | 7        | 3      |             |
| 20   | Morgan Scroggy       | Stati Uniti                   | 1'59"22 | 7        | 2      |             |
| 22   | Nina Rangelova       | Bulgaria                      | 1'59"30 | 5        | 8      |             |
| 23   | Joanne Jackson       | Regno Unito                   | 1'59"36 | 5        | 7      |             |
| 24   | Rebecca Adlington    | Regno Unito                   | 1'59"40 | 5        | 2      |             |
| 25   | Karin Prinsloo       | Sudafrica                     | 1'59"52 | 4        | 1      |             |
| 26   | Pernille Blume       | Danimarca                     | 1'59"96 | 4        | 2      |             |
| 27   | Gabriella Fagundez   | Svezia                        | 2'00"05 | 6        | 7      |             |
| 28   | Hang Yu Sze          | Hong Kong                     | 2'00"52 | 4        | 3      |             |
| 29   | Cecilie Johannessen  | Norvegia                      | 2'00"56 | 4        | 5      |             |
| 30   | Joerdis Steinegger   | Austria                       | 2'01"06 | 3        | 3      |             |
| 31   | Melanie Nocher       | Irlanda                       | 2'01"33 | 3        | 5      |             |
| 32   | Daryna Zevina        | Ucraina                       | 2'01"50 | 4        | 6      |             |
| 33   | Anna Stylianou       | Cipro                         | 2'01"62 | 4        | 7      |             |
| 34   | Liliana Ibáñez       | Messico                       | 2'01"70 | 3        | 4      |             |
| 35   | Katarína Filová      | Slovacchia                    | 2'01"96 | 4        | 8      |             |
| 36   | Katarina Listopadová | Slovacchia                    | 2'02"15 | 3        | 8      |             |
| 37   | Ranohon Amanova      | Uzbekistan                    | 2'02"89 | 3        | 7      |             |
| 38   | Junghye Kim          | Corea del Sud                 | 2'03"13 | 3        | 2      |             |
| 39   | Natthanan Junkrajang | Thailandia                    | 2'03"68 | 3        | 1      |             |
| 40   | Andrea Cedrón        | Perù                          | 2'08"10 | 2        | 4      |             |
| 41   | Bayan Jumah          | Siria                         | 2'09"08 | 2        | 1      |             |
| 42   | Branka Vranjes       | Bosnia ed Erzegovina          | 2'09"64 | 2        | 2      |             |
| 43   | Heather Arseth       | Mauritius                     | 2'10"93 | 2        | 3      |             |
| 44   | Olivia De Maroussem  | Mauritius                     | 2'12"28 | 2        | 7      |             |
| 45   | Cheok Mei Ma         | Macao                         | 2'12"39 | 2        | 6      |             |
| 46   | Britany Van Lange    | Guyana                        | 2'16"40 | 2        | 8      |             |
| 47   | Victoria Chentsova   | Isole Marianne Settentrionali | 2'27"86 | 1        | 3      |             |
| 48   | Aure Fanchette       | Seychelles                    | 2'31"88 | 1        | 5      |             |
| 49   | Jennet Saryyeva      | Turkmenistan                  | 2'41"27 | 1        | 6      |             |
| -    | Gouri Kotecha        | Tanzania                      |         | 1        | 4      | non partita |
| -    | Victoria Ho          | Giamaica                      |         | 2        | 5      | non partita |
| -    | Andreína Pinto       | Venezuela                     |         | 3        | 6      | non partita |

### Spareggio
| Pos. | Atleta      | Nazionalità | Tempo   | Corsia | Note |
| ---- | ----------- | ----------- | ------- | ------ | ---- |
| 1    | Haruka Ueda | Giappone    | 1'58"19 | 4      |      |
| 2    | Hanae Itō   | Giappone    | 1'58"55 | 5      |      |

## Semifinali
| Pos. | Atleta               | Nazionalità   | Batteria | Corsia | Tempo   | Note |
| ---- | -------------------- | ------------- | -------- | ------ | ------- | ---- |
| 1    | Femke Heemskerk      | Paesi Bassi   | 1        | 3      | 1'55"54 |      |
| 2    | Federica Pellegrini  | Italia        | 1        | 4      | 1'56"42 |      |
| 3    | Kylie Palmer         | Australia     | 2        | 3      | 1'56"59 |      |
| 4    | Camille Muffat       | Francia       | 2        | 2      | 1'56"62 |      |
| 5    | Sarah Sjöström       | Svezia        | 1        | 7      | 1'56"71 |      |
| 6    | Bronte Barratt       | Australia     | 2        | 5      | 1'56"90 |      |
| 7    | Silke Lippok         | Germania      | 2        | 6      | 1'57"02 |      |
| 8    | Allison Schmitt      | Stati Uniti   | 2        | 4      | 1'57"07 |      |
| 9    | Ágnes Mutina         | Ungheria      | 1        | 5      | 1'57"53 |      |
| 10   | Melania Costa Schmid | Spagna        | 2        | 7      | 1'57"83 |      |
| 11   | Yi Tang              | Cina          | 2        | 8      | 1'57"91 |      |
| 12   | Lauren Boyle         | Nuova Zelanda | 1        | 6      | 1'58"09 |      |
| 13   | Barbara Jardin       | Canada        | 2        | 1      | 1'58"18 |      |
| 14   | Haruka Ueda          | Giappone      | 1        | 8      | 1'58"28 |      |
| 15   | Sara Isaković        | Slovenia      | 1        | 2      | 1'58"52 |      |
| 16   | Evelyn Verrasztó     | Ungheria      | 1        | 1      | 1'59"71 |      |

## Finale
| Pos. | Atleta              | Nazionalità | Tempo   | Corsia | Note |
| ---- | ------------------- | ----------- | ------- | ------ | ---- |
|      | Federica Pellegrini | Italia      | 1'55"58 | 5      |      |
|      | Kylie Palmer        | Australia   | 1'56"04 | 3      |      |
|      | Camille Muffat      | Francia     | 1'56"10 | 6      |      |
| 4    | Sarah Sjöström      | Svezia      | 1'56"41 | 2      |      |
| 5    | Bronte Barratt      | Australia   | 1'56"60 | 7      |      |
| 6    | Allison Schmitt     | Stati Uniti | 1'56"98 | 8      |      |
| 7    | Femke Heemskerk     | Paesi Bassi | 1'57"63 | 4      |      |
| 8    | Silke Lippok        | Germania    | 1'58"26 | 1      |      |